# Alex Watson (Fußballspieler)
Alexander Francis „Alex“ Watson (* 5. April 1968 in Liverpool) ist ein ehemaliger englischer Fußballspieler. Der Innenverteidiger verbrachte mehr als fünf seiner ersten Profijahre beim FC Liverpool, konnte sich aber dort nie gegen die hochkarätige Konkurrenz auf seiner Position durchsetzten. Ab den 1990er-Jahren führte er schließlich seine Karriere in den unteren Profiligen fort und war dabei vor allem lange für den AFC Bournemouth und Torquay United aktiv.

## Sportlicher Werdegang
Wie sein mehr als sechs Jahre älterer Bruder Dave, der später beim Lokalrivalen FC Everton lange Jahre unter Vertrag stand, begann die Karriere von Alex Watson in der Jugendabteilung des FC Liverpool. Eine weitere Parallele der beiden Brüder war die Position in der Innenverteidigung, aber anders als bei Dave Watson, der es Mitte der 1980er-Jahre bis in die englische Nationalmannschaft geschafft hatte, startete die Profikarriere von Alex Watson nicht so richtig durch. Nach seinem Übergang vom ehemaligen Jugendnationalspieler in den Erwachsenenbereich im Mai 1985 begann die lange Wartezeit auf die raren Einsatzmöglichkeiten und bis zu Beginn der 1990er-Jahre absolvierte er gerade einmal vier Ligaspiele. Weiteres einsames „Highlight“ war am 20. August 1988 sein Auftritt in der Charity-Shield-Partie gegen den FC Wimbledon, die er mit den „Reds“ mit 2:1 gewann und ihm die einzige Trophäe in seiner Profilaufbahn bescherte. Ansonsten ließ der leistungsstarke Kader in Liverpool weitere Bewährungschancen nicht zu und so wechselte er nach einer Leihperiode zwischen August 1990 und Januar 1991 beim Erstligakonkurrenten Derby County – dort waren ihm aber auch nur fünf Ligaeinsätze vergönnt – im direkten Anschluss in die dritte Liga zum AFC Bournemouth.
In den fast fünf Jahren für die „Kirschen“ kam Watson endlich zu der gewünschten dauerhaften Spielpraxis im Profibereich und absolvierte 151 Ligapartien. Erst in der Saison 1994/95 verlor er schließlich seinen Stammplatz an den aufstrebenden Rob Murray und nach einer kurzen Leihphase ab September 1995 beim Viertligisten FC Gillingham wechselte er gut zwei Monate später zum ebenfalls in der vierthöchsten Spielklasse aktiven Torquay United.
In Torquay war er mit 29 Ligaeinsätzen sofort eine feste Größe, erlebte aber mit dem letzten Platz am Ende der Saison 1995/96 einen sportlichen Tiefpunkt – wenngleich ihm ein Abstieg aus der untersten Vollprofiliga erspart blieb. In der darauf folgenden Spielzeit 1996/97 wurde Watson zum Mannschaftskapitän befördert, verpasste keine einzige Partie und wurde daraufhin von den Anhängern vereinsintern als „Spieler des Jahres“ ausgezeichnet. Gemeinsam mit seinem Innenverteidigerpartner Jon Gittens war er in der Saison 1997/98 das Abwehrrückgrat in einer Mannschaft, die überraschend die Play-off-Spiele zum Aufstieg in die dritte Liga erreichte, dort dann aber im Finale Colchester United mit 0:1 unterlag. Mittlerweile übte er neben seiner aktiven Karriere auch Kotrainer-Funktionen im Klub aus und war ab September 1998 längere Zeit außer Gefecht gesetzt, nachdem er sich gegen Scunthorpe United einen Kreuzbandriss zugezogen hatte. Die negativen Auswirkungen seines Ausfalls auf die Mannschaftsleistungen offenbarten sich dabei schnell und der „Fast-Aufsteiger“ des Vorjahres rangierte zum Saisonende nur noch auf Platz 20. Angesichts seines mittlerweile fortgeschrittenen Fußballeralters überraschte er in der Saison 1999/2000 damit, dass er scheinbar problemlos nach seiner Gesundung wieder an alte Leistungen anzuknüpfen in der Lage war, und mit dem neunten Abschlusstabellenplatz konsolidierten sich auch die Ergebnisse von Torquay United wieder. Erst in seinem letzten Jahr in Torquay zeigte Watson vermehrt Defizite im Schnelligkeitsbereich und im Februar 2001 verlor er nach einer Niederlage gegen Halifax Town seinen Stammplatz. Erst in den verbleibenden Minuten am letzten Spieltag gegen den FC Barnet kehrte er kurzzeitig zurück; es sollte jedoch sein letzter Auftritt für den Klub sein.
Ende Juli 2001 heuerte Watson beim Lokalrivalen und Viertligakonkurrenten Exeter City an. Dort bildete er mit Chris Curran die Abwehrzentrale und verhalf dem Klub bei seinen 43 Ligaeinsätzen zu mehr Stabilität. Es folgten aber nur noch drei weitere Meisterschaftspartien, bevor sich seine sportlichen Perspektiven nach einem Trainerwechsel massiv verschlechterten. Nach dem Abstieg als Tabellenvorletzter setzte Watson daraufhin seiner Profikarriere ein Ende und ließ ab Juli 2003 bei Taunton Town in der Southern League Division One West und später bei Clevedon Town die aktive Laufbahn ausklingen.

## Titel/Auszeichnungen
- Charity Shield (1): 1988